# Yep Roc Records
Yep Roc Records est un label discographique indépendant américain, basé à Hillsborough (Caroline du Nord).

## Histoire
Yep Roc Records est créé en 1997 par Tor Hansen deux ans après avoir déménagé en Caroline du Nord pour aider à gérer une chaîne de magasins de disques. Il recrute son ami et ancien membre de leur groupe, Glenn Dicker, avec qui il avait travaillé chez Rounder Records. Ils prennent la décision de créer également une société de distribution, Redeye Distribution.
Les premières sorties sont des compilations d'artistes locaux, suivies les années suivantes par des disques de Bob Mould, Marah, Dolorean, The Legendary Shack Shakers, Cities, Dave Alvin ou Los Straitjackets.
Le succès de Los Straitjackets et le travail de Dicker pour Upstart distribué par Rounder convainquent Nick Lowe de rejoindre Yep Roc. Scott McCaughey rejoint le label en raison de la présence de Nick Lowe et y reste pendant près d'une décennie.
En 2016, Dicker est élu au conseil d'administration de l'American Association of Independent Music.

## Artistes
- Alejandro Escovedo
- BeauSoleil
- Bell X1
- Billy Bragg
- Blitzen Trapper
- Bob Mould
- Born Ruffians (US)
- Chuck Prophet
- Darren Hanlon
- Dave Alvin
- Dressy Bessy
- Eleni Mandell
- Fountains of Wayne
- Fujiya & Miyagi
- Gang of Four
- Grant-Lee Phillips
- Heavy Trash
- Ian Hunter
- Ian McLagan
- Jim White
- John Doe
- Josh Ritter
- Josh Rouse
- Kristin Hersh
- Liam Finn (US)
- Los Straitjackets
- Madness (distribution US)
- Mandolin Orange
- Mercury Rev
- Nick Lowe (US)
- Paul Weller (US)
- Peter Case
- Radio Birdman
- Robyn Hitchcock
- Rodney Crowell
- Ron Sexsmith
- Shadowy Men on a Shadowy Planet
- Sloan
- Steve Wynn and the Miracle 3
- Th' Legendary Shack Shakers
- The Apples in Stereo
- The Butchies
- The Fleshtones
- The Go-Betweens
- The Rubinoos
- The Sadies
- The Soft Boys
- The Soundtrack of Our Lives
- Tony Joe White
- You Am I